# Гулиева, Халида Джамал кызы
Гулиева Халида Джамал кызы (род. 24 сентября 1952) — выдающаяся азербайджанская кинорежиссёрка, актриса и народная артистка Азербайджанской Республики (2019). Её вклад в развитие кинематографии и культуры Азербайджана получил широкое признание и награды.

## Жизнь и карьера
Халида Гулиева родилась 24 сентября 1952 года. Её отец был нефтяником, а мать — заботливой домохозяйкой. После поступления в высшую школу, она начала свою профессиональную деятельность в народном театре имени Люфти Мамедбекова. В 1974 году Халида успешно окончила факультет драматического и киноактерского искусства Азербайджанского государственного института искусств. С 1973 по 1976 годы она работала в театре «Седа», расположенном рядом с институтом. С 1972 года она активно участвует в работе киностудии «Азербайджанфильм», принимая участие в создании множества кинолент, которые стали популярными и признанными как внутри страны, так и за её пределами.
Халида Гулиева сыграла множество ярких ролей в таких фильмах, как «Красный газ» (1972), «Насими» (1973), «Плен ветров в Баку» (1974) в роли Солмаз, «Голос души» (1975), «Четыре дня на рынке» (1975), «Облака нашего детства» (1976), «Ласки счастья» (1976), «Домик у виноградника» (1978), «Рождение апельсинов» (1980) в роли Соны, «Закрытая дверь» (1981), «Старики, старики…» (1982), «Асиф, Васиф, Агасиф» (1983), «Бесконечность» (1984), «Старая вера» (1984) в роли Халиды, «Сердечная боль коровы» (1987), «Дочь свидетеля» (1990), «Урок благородства» (2007), «Куклы» (2009), «Восьмое небо» (2010), «Дополнительное влияние» (2010), «Верь в утро…» (2011), «Посол утра» (2012), «Цветок жизни» (сериал, 2013), «Наследие закона» (сериал, 2013), «Невесты без приданого» (сериал, 2016), «Сугра и её сыновья» (2021) и многих других.

## Награды и звания
За свой выдающийся вклад в развитие кинематографии и культуры Азербайджана, Халида Гулиева была удостоена ряда престижных наград:
- В 2019 году она была названа народной артисткой Азербайджана[5].
- В 2008 году удостоена звания «Заслуженный артист Азербайджана»[6].
- В 2023 году получила персональную пенсию Президента Азербайджанской Республики за заслуги перед культурой страны[7].
- Является членом Союза кинематографистов Азербайджана.

## Личная жизнь
Халида Гулиева состоит в браке с известным сценаристом Эльденизом Гулиевым, который является её долголетним партнёром и поддержкой в творческой деятельности.
Халида Джамал кызы Гулиева продолжает свою активную деятельность в кинематографе, радуя зрителей своим профессионализмом и талантом.